# 碘化銣
碘化銣是一種無機離子化合物，屬於碘鹽，為一種鹽類，其化學式為RbI，是一種白色固體。
碘化銣有幾種合成方法。一個是用氫氧化銣與氫碘酸/碘化氫 混合反應：
RbOH + HI → RbI + H2O
另一個方法是以氫碘酸中和碳酸銣：
Rb2CO3 + 2HI → 2RbI + H2O + CO2
還有一種方法是用銣金屬直接與碘反應，但因為銣金屬很昂貴，所以是最不常用的方法。此外，銣與鹵素會產生劇烈反應並燃燒：
2Rb + I2 → 2RbI

## 性質
易溶於水、液態氨、硫酸、RbI・6NH3、RbI・3SO2。與鹵素發生反應形成多鹵化物：RbI3、RbICl2、RbICl4。
晶體結構為氯化鈉結構、其晶格常數為a = 7.326Å、Rb−I鍵長為3.66Å。